# Mabel FitzRobert

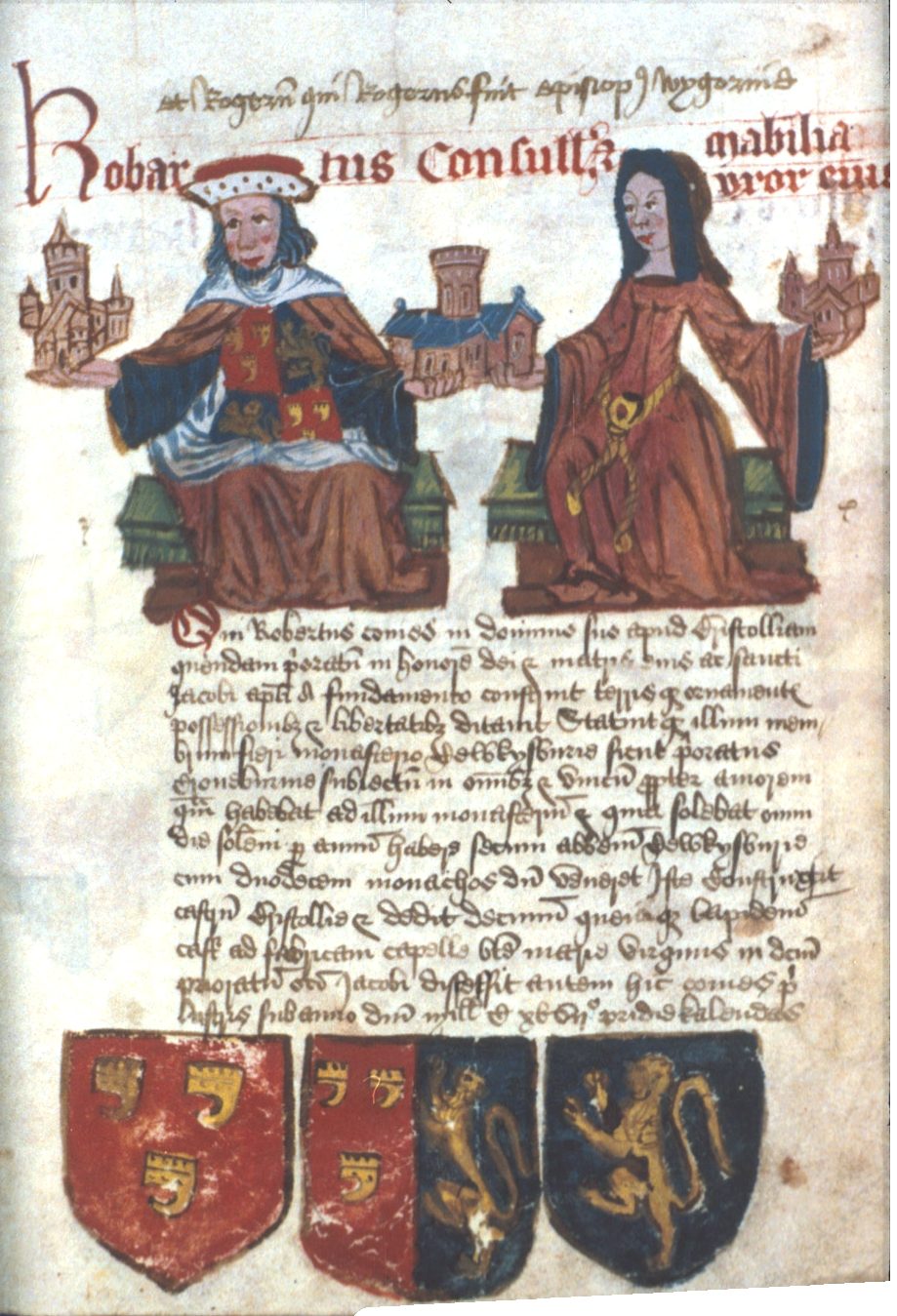
Darstellung Mabels und ihres Ehemanns um 1500

Mabel FitzRobert, Countess of Gloucester (* um 1100 in Gloucestershire; † 29. September 1157 in Bristol) war eine anglonormannische Adlige. Sie war die Ehefrau von Robert, 1. Earl of Gloucester, einem unehelichen Sohn König Heinrichs I.

## Leben

### Herkunft und Familie
Mabel wurde um 1100 in Gloucestershire, England, geboren und war die älteste Tochter von Robert FitzHamon, Lord of Gloucester and Glamorgan, und dessen Ehefrau Sibylle, jüngste Tochter des normannischen Barons Roger de Montgomerie, 1. Earl of Shrewsbury und Mabiles de Bellême. Sie hatte zwei jüngere Schwestern, Hawise und Cecile, die beide Nonnen wurden. Möglicherweise gab es noch eine weitere Schwester namens Amice, die angeblich einen bretonischen Grafen heiratete, hierfür gibt es jedoch keine weiteren Belege. Beim Tod ihres Vaters im März 1107 erbte Mabel seine Güter in England, Wales und der Normandie. Ihre Mutter heiratete in zweiter Ehe Jean, Sire de Raimes.

### Heirat
Im Juni 1119 wurde Mabel mit Robert de Caen, einem unehelichen Sohn König Heinrichs I., verheiratet. Die Heirat war vermutlich bereits 1107 beschlossen worden und wurde von Ordericus Vitalis erwähnt. Ihr Ehemann sollte später eine bedeutende Person in der sogenannten Anarchie während der Herrschaft König Stephans werden. Während des Bürgerkrieges war er ein loyaler Unterstützer seiner Halbschwester Matilda, die ihn zum obersten Befehlshaber ihrer Truppen machte. Ursprünglich war er auf der Seite Stephans gewesen, war jedoch 1137 mit ihm in Striet geraten, als ihm seine englischen und walisischen Besitztümer weggenommen worden waren, woraufhin er sich Matilda anschloss.
Mabel brachte ihrem Ehemann die Herrschaften Gloucester in England, Glamorgan in Wales, sowie Sainte-Scholasse-sur-Sarthe, Evrecy und Creully in der Normandie ein. Über sie erbte er auch Cardiff Castle in Wales, das ihrem Vater gehört hatte. Im August 1122 wurde Robert zum Earl of Gloucester ernannt, was aus Mabel die Countess of Gloucester machte.
Als Gräfin übte Mabel eine bedeutende Rolle in der Verwaltung Gloucesters aus. Ihre politische Bedeutung wurde offenbar, als sie die Verantwortung für das Einhalten einer Vertragsvereinbarung ihres Ehemanns mit Miles de Gloucester, 1. Earl of Hereford, übernahm. Außerdem wurde sie als Zeugin von vier Urkunden Roberts geführt und gab ihre persönliche Zustimmung zur Gründung der Abtei von Margam. Nach dem Tod Roberts 1147 übte Mabel im Namen ihres ältesten Sohnes William die Kontrolle über seine normannischen Länder aus.
Mabel starb am 29. September 1157 in Bristol und wurde in der St James’ Priory in Bristol begraben.

## Nachkommen
Aus ihrer Ehe mit Robert, 1. Earl of Gloucester, hatte Mabel FitzRobert folgende Kinder:
- William FitzRobert, 2. Earl of Gloucester (* vor 1128, † 1183), Lord of Tewkesbury and Glamorgan, gründete 1169 Priorei Keynsham; ⚭ um 1150 Havise de Beaumont († 24. April 1197), Tochter von Robert de Beaumont, Earl of Leicester, und Amice de Montfort
  - Robert (1155 bezeugt, † 1166)
  - Mabel († 1188); ⚭ um 1170 Amaury V. de Montfort († 1182), Graf von Évreux (Haus Montfort-l’Amaury)
  - Amicia († Januar 1225); ⚭ um 1180 Richard de Clare, 3. Earl of Hertford († 1217) (Clare (Familie))
  - Isabel(la) († 14. Oktober 1217); ⚭ (1) 29. August 1189, geschieden 1199, Johann Ohneland († 1216), 1199 König von England; ⚭ (2) 16./26. Januar 1214 Geoffrey FitzGeoffrey de Mandeville († 23. Februar 1216), 2. Earl of Essex; ⚭ (3) 1217 Hubert de Burgh, 1. Earl of Kent († 1243)
- Roger († 9. August 1179), 1163 Bischof von Worcester
- Richard († 3. April 1143), wohl 1135 Bischof von Bayeux, Erzbischof von Rouen
- Hamon († 1158)
- Maud († 29. Juli 1189); ⚭ um 1141 Ranulph de Gernon, 2. Earl of Chester († 1153, Haus Conteville)
- Philipp († nach 1147), Lord of Cricklade